# Coombe (Kea)
Coombe – wieś w Anglii, w Kornwalii, w pobliżu Truro. Leży 38 km na wschód od miasta Penzance i 373 km na zachód od Londynu.